# Szeret (Duna)
A Szeret (románul Siret) a Duna bal oldali mellékfolyója. A Kárpátokban ered, az Ukrajnához tartozó Észak- Bukovina területén, majd 470 km-t tesz meg Románia területén déli irányban, amíg Galați várostól délre a Duna folyóba torkollik.

## Nevének eredete
Az ókorban Hieraszosz (Ἱέρασος), illetve Gerasius volt a neve. Bíborbanszületett Konstantin „A Birodalom kormányzása” című művében szereplő Szeretosz folyónév valószínűleg azonos a Szeret folyóval. A névnek valószínűleg köze van az óind sarat ('patak') és sarati ('folyni'), és az indoeurópai *sreu ('folyni') szavakhoz.
A folyó neve történelmi szempontból is fontos. Bizonyítja, hogy a Keleti-Kárpátok és a Dnyeszter között soha nem éltek dák vagy trák nyelvű törzsek. A trák és dák nyelvek, és hozzájuk hasonlóan az illír, az albán, a kelet-balti és a germán nyelvek is – az indoeurópai gyökszavak szókezdő sr- mássalhangzó csoportjába egy -t- hangot ékeltek. Az indoeurópai *sreu ('folyni') jelentésű gyökszóból ilyen -t- közbeiktatással lett a balkáni Strymon (ma Sztruma) folyónév, az erdélyi Sztrigy-patak (románul Streiu) és az észak-magyarországi Strém-patak neve. Ugyanebből a gyökszóból keletkeztek a német strom ('áramlat') és az angol stream ('áramlat') szavak is. Egy másik példa: indoeurópai *srp-ből ('kígyó’) az albánban shtrebë (‘sajtkukac’) (vö. román strepede ua.) és shtërpinj (‘csúszómászók’) lettek. A kentum-jellegű indoeurópai nyelvek, - mint például a román is - viszont a sar-, ser- szótaggal oldották fel a mássalhangzó-torlódást. Így alakultak a kentum-jellegű indoeurópai nyelvekben az olyan szavak, mint az óind sarat (‘patak’), vagy a latin serpens ‘kígyó’ (vö. román şarpe ua.).

## Mellékfolyói
- Nagostina
- Cacaina
- Şomuzul Mare
- Moldava
- Beszterce (Bistrița)
- Tatros (Trotuș)
- Putna
- Bodza (Buzău)

## Nagyobb települések a folyó mentén
- Berehomet (Берегомет)
- Sztorozsinyec (Сторожинець), Ukrajna
- Szeretvásár (Siret), Románia
- Grămeşti
- Zvoriştea
- Liteni
- Dolhasca
- Páskán (Paşcani)
- Stolniceni-Prăjescu
- Románvásár (Roman)
- Bákó (Bacău)
- Diószén (Gioseni)
- Klézse
- Egyedhalma (Adjud)
- Rekecsin (Răcăciuni)
- Mărășești
- Galați